# Beata Pawlikowska

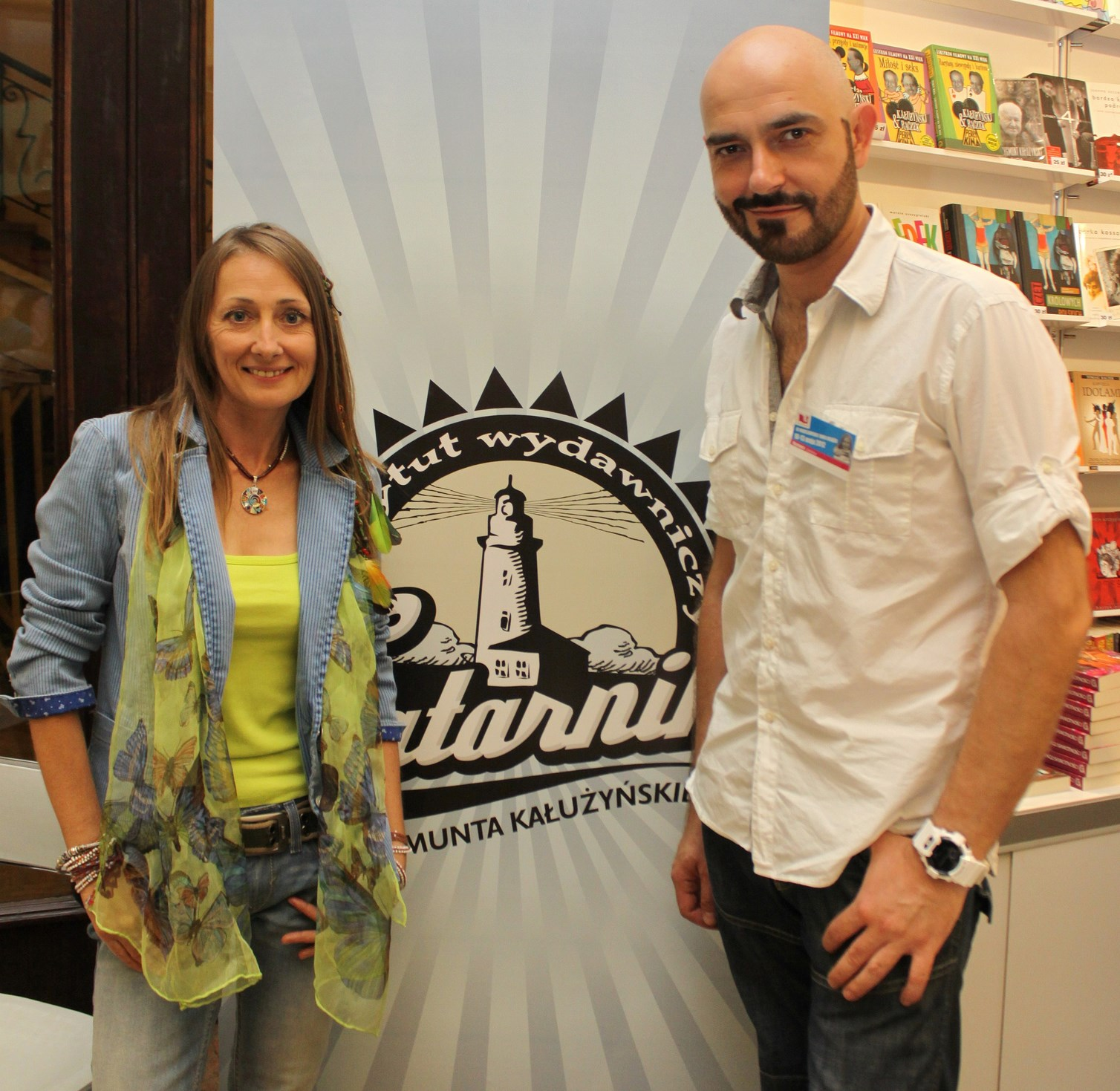
Pawlikowska i Marcin Szczygielski podczas spotkania promocyjnego Wydawnictwa Latarnik (2012)

Beata Pawlikowska (ur. 11 czerwca 1965 w Koszalinie) – polska podróżniczka, pisarka, dziennikarka, tłumaczka, fotografka, ilustratorka książek.

## Wczesne lata
Urodziła się i dorastała w Koszalinie, gdzie ukończyła Szkołę Podstawową nr 10 oraz II Liceum Ogólnokształcące im. Wł. Broniewskiego. Podejmowała studia w zakresie hungarystyki i anglistyki, które jednak porzuciła. Przez pewien czas pracowała m.in. jako operator komputera, sekretarka, tłumaczka i lektorka języka angielskiego. W 1991 wyjechała do Londynu, gdzie mieszkała przez rok i pracowała wówczas jako pokojówka w hotelu dla bezdomnych i kelnerka.

## Radio i telewizja
W 1990 rozpoczęła pracę w Radiu Koszalin, gdzie początkowo prowadziła radiowy kurs języka angielskiego, a następnie – po przeniesieniu do Redakcji Muzycznej – własną audycję muzyczną. W 1992 wyjechała do Londynu, skąd przez dziewięć miesięcy nadawała korespondencje muzyczne do audycji „Tam-Tam” dla Programu III Polskiego Radia. W 1993 po powrocie do kraju rozpoczęła pracę w Radiu Kolor, prowadząc własne audycje oraz – razem z Grzegorzem Wasowskim – „Listę hitów dla emerytów”. W 1994 prowadziła program muzyczny „Be-bop-a-lula” w TVP1.
W 1995 wróciła do pracy w Programie III PR, gdzie kontynuowała program prowadzony razem z Grzegorzem Wasowskim pod zmienionym tytułem „Lista przebojów dla oldboyów”. Prowadziła też audycję „Internoc”. W latach 1995–1998, jako druh zastępowy poprowadziła siedem wydań Listy Przebojów Programu Trzeciego.
W kwietniu 1999 rozpoczęła współpracę z Radiem Zet, gdzie do września 2004 roku prowadziła audycję poświęconą podróżom pod tytułem „Świat według blondynki”. W 2002 była za nią nominowana do nagrody Grand Press. W 2003 zajęła pierwsze miejsce w dwóch kategoriach plebiscytu Media FM.net: osobowość radiowa „Zdobywcy Eteru 2003” oraz „Perełki radiowe”. Od października 2004 na antenie Programu I PR prowadziła program „Świat według Beaty Pawlikowskiej”, jednak w grudniu 2005 powróciła do Radia Zet z audycją o tym samym tytule, którą prowadziła do 20 marca 2016. W latach 2005–2006 na antenie TVP3 była prezenterką pogody.
Jest autorką przygodowego reality show Zdobywcy (2004–2005) oraz audycji Drzewo podróżnika w internetowym Radio Baobab. W latach 2007–2008 wspólnie z Krzysztofem Skibą prowadziła w TVP2 program Podróże z żartem, a w 2009 również w TVP2 prowadziła program Zagadkowa blondynka.
W latach 2016–2017 prowadziła program „Blondynka w samo południe” na internetowej platformie radiowej Open.fm. Od września 2018 do 14 czerwca 2020 roku prowadziła program „Blondynka w podróży” w radiu Kolor. Od 21 czerwca do 16 sierpnia 2020 roku prowadziła na antenie Programu Trzeciego Polskiego Radia program pt. „Blondynka w Trójce”.
W styczniu 2025 roku rozpoczęła nowy cykl audycji pt. "Najpiękniejsze piosenki świata", nadawany w podcastach Radia Kolor.  

## Podróże, prasa i książki

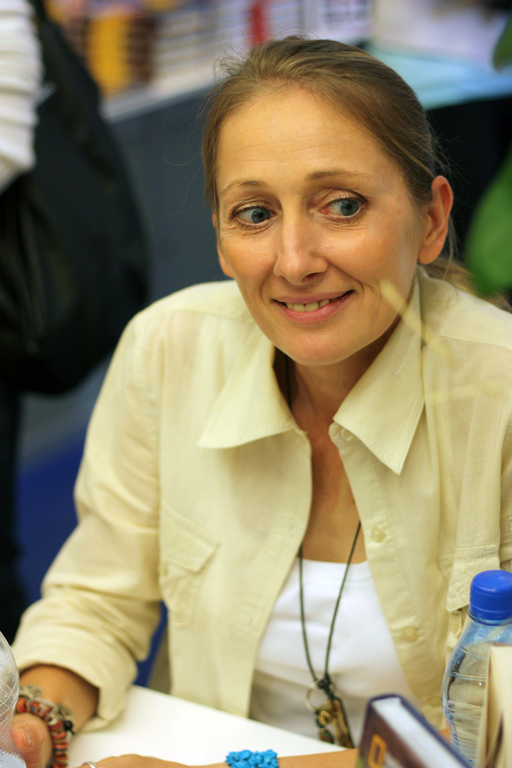
Beata Pawlikowska (2010)

Pierwszą książkę napisała w wieku 18 lat, była to „powieść z nurtu realizmu magicznego”, czytana w odcinkach w Programie III PR. Przez kilka miesięcy w roku podróżuje po świecie, głównie po Ameryce Południowej, gdzie dokumentuje życie Indian amazońskich. Opisuje swoje podróże w felietonach pisanych dla czasopism oraz w swoich książkach. Propaguje zasady odżywiana według zasad chińskiej filozofii pięciu przemian.
Swoje książki ilustruje własnymi fotografiami i rysunkami. Pisała felietony dla „Głosu Pomorza”, „Głosu Szczecińskiego”, „Słowa Polskiego – Gazety Wrocławskiej”. Jej artykuły i zdjęcia publikowane były także w wielu dziennikach i czasopismach, m.in. takich jak „Gazeta Wyborcza”, „Rzeczpospolita”, „Polityka”, „Playboy”, „Poznaj Świat”, „Podróże”, „Focus”, „Viva!”, „Cosmopolitan”. Wykonała rysunki do płyty Anny Wyszkoni zatytułowanej „Pan i pani”.
Zdobyła dwukrotnie (2001, 2002) pierwsze miejsce w konkursie Klubu Publicystyki Turystycznej Stowarzyszenia Dziennikarzy RP za najlepsze reportaże zagraniczne opublikowane w Polsce. W maju 2010 zdobyła nagrodę im. Magellana za „wytrwałe promowanie mody na podróżowanie”.
Współpracowała jako tłumaczka z wydawnictwem „Egmont” oraz II Programem TVP, tłumacząc listy dialogowe głównie do dokumentalnych filmów muzycznych. Współpracuje także z pismem „National Geographic”.
W maju 2013 Fundacja na Rzecz Ratownictwa Specjalistycznego z Wykorzystaniem Psów „Irma” przyznała Pawlikowskiej tytuł honorowy ambasadora fundacji.

### Książki podróżnicze

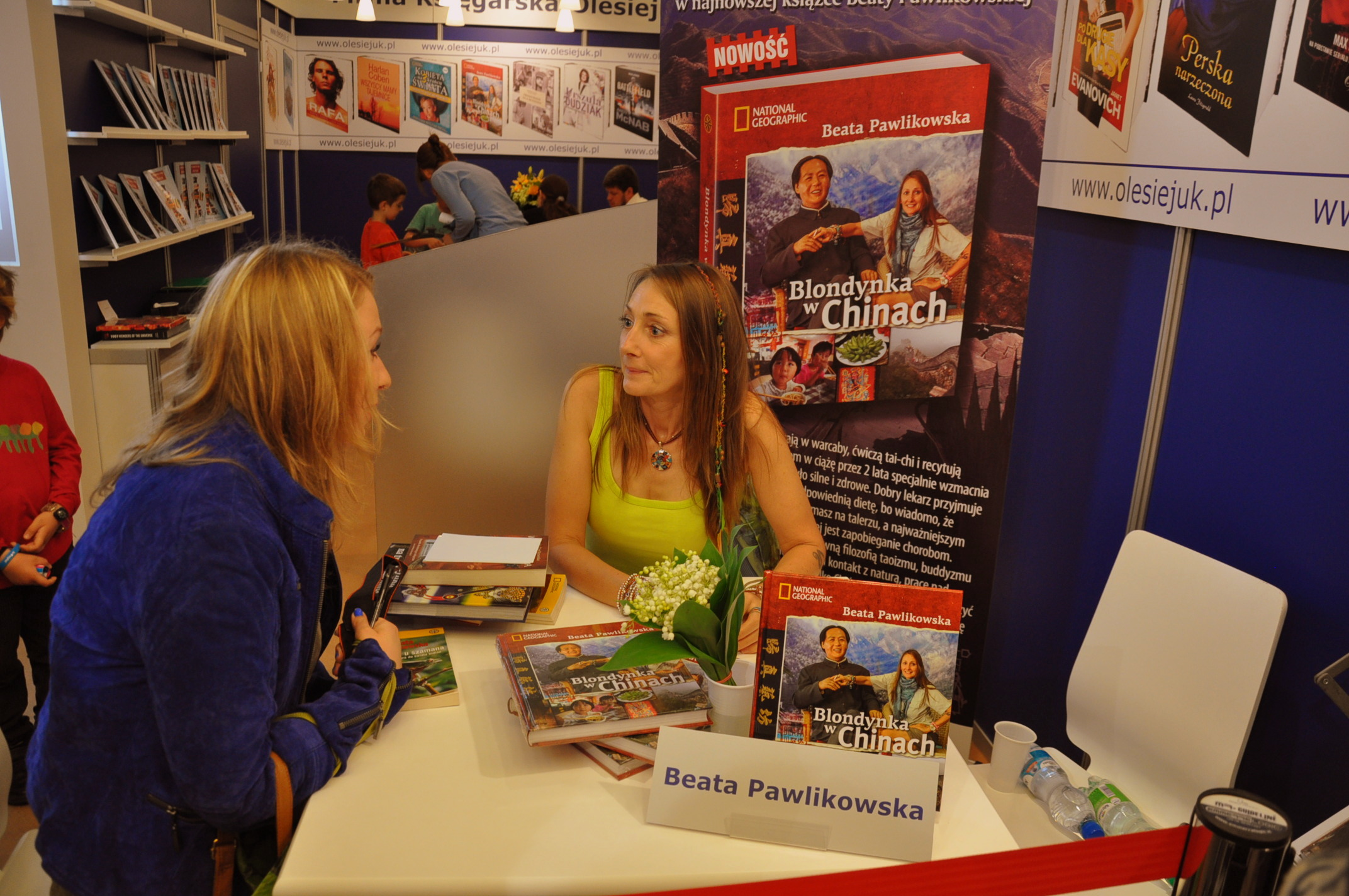
Beata Pawlikowska na III Warszawskich Targach Książki (2012)

- Blondynka w dżungli (2001) – ISBN 83-7163-376-9 – uhonorowana nagrodą im. Arkadego Fiedlera „Bursztynowy Motyl”
- Blondynka wśród łowców tęczy (2002) – ISBN 83-89217-01-5.
- Blondynka śpiewa w Ukajali (2003) – ISBN 83-89019-33-7 – pierwsza książka polskiego autora wydana przez National Geographic
- Blondynka u szamana (2004, National Geographic) – ISBN 83-89019-57-4 – książka opowiada o przygodach Beaty Pawlikowskiej w amazońskiej dżungli. Podczas wędrówki przez dziewiczą puszczę pisarka spotyka Szamana, który zabiera ją do wioski. Tam przechodzi inicjację szamańską, uczy się leczyć czy „rozmawiać” z duchami.
- Blondynka Tao (2005, National Geographic) – ISBN 83-60006-20-2.
- Blondynka na Kubie (2006, National Geographic) – uhonorowana nagrodą im. Beaty Pawlak
- Poradnik Globtrotera, czyli Blondynka w podróży (2007, National Geographic) – ISBN 978-83-60006-49-8.
- Blondynka na Czarnym Lądzie (2009, National Geographic) – ISBN 978-83-7596-039-6.
- Blondynka na safari (2010, National Geographic) – ISBN 978-83-7596-040-2.
- Blondynka, jaguar i tajemnica Majów (2010, National Geographic) – ISBN 978-83-7596-092-1.
- Blondynka, jaguar i tajemnica Majów – Audiobook (2010, Biblioteka Akustyczna)
- Blondynka na Zanzibarze (2010, National Geographic) – ISBN 978-83-7596-108-9.
- Blondynka w Tybecie (2010, National Geographic) – ISBN 978-83-7596-109-6.
- Blondynka na Wyspie Wielkanocnej (2010 National Geographic) – ISBN 978-83-7596-119-5.
- Blondynka w Tanzanii (2010, National Geographic) – ISBN 978-83-7596-120-1.
- Blondynka w Himalajach (2011, National Geographic) – ISBN 978-83-7596-122-5.
- Blondynka w Brazylii (2011, National Geographic) – ISBN 978-83-7596-121-8.
- Blondynka na Sri Lance (2011, National Geographic) – ISBN 978-83-7596-124-9.
- Blondynka w Peru (2011, National Geographic) – ISBN 978-83-7596-123-2.
- Blondynka na tropie tajemnic (2011, National Geographic) – ISBN 978-83-7596-181-2.
- Blondynka w kwiecie lotosu (2011, National Geographic)
- Blondynka w Indiach (2011, National Geographic) – ISBN 978-83-7596-125-6.
- Blondynka w Meksyku (2011, National Geographic) – ISBN 978-83-7596-126-3.
- Blondynka w Amazonii (2011, National Geographic) – ISBN 978-83-7596-128-7.
- Blondynka w Kambodży (2011, National Geographic) – ISBN 978-83-7596-127-0.
- Blondynka na Tasmanii (2011, National Geographic) – ISBN 978-83-7596-202-4.
- Blondynka w Australii (2011, National Geographic) – ISBN 978-83-7596-208-6.
- Blondynka w zaginionych światach (2011, National Geographic) – ISBN 978-83-7596-320-5.
- Blondynka w Chinach (2012, National Geographic) – ISBN 978-83-7596-397-7.
- Podróżuj, módl się, kochaj (2012, National Geographic)
- Blondynka na Bali (2012, National Geographic) – ISBN 978-83-7596-398-4.
- Blondynka na Jawie (2013, National Geographic) – ISBN 978-83-7596-557-5.
- Blondynka w Londynie (2013, National Geographic) – ISBN 978-83-7596-518-6 (na s. red. książki ISBN 978-83-7778-518-6).
- Blondynka w Japonii (2016, Edipresse Polska SA) – ISBN 978-83-7945-427-3.
- Blondynka na Hawajach (2020, Edipresse Polska SA) – ISBN 978-83-8177-443-7.

### Reportaże w książkach innych autorów
- Między niebem a piekłem (2004) ISBN 83-89019-62-0.
- Wyprawa na koniec świata (2004) ISBN 83-89019-65-5.
- Świat na talerzu (2004) ISBN 83-89019-87-6.
- Kobieta Metafizyczna (2005) ISBN 83-60207-35-6.

### Poradniki

#### Języki obce
- cykl kursów języków obcych Blondynka na językach, National Geographic, ISBN 978-83-7596-021-1, ISBN 978-83-7596-020-4, ISBN 978-83-7778-199-9
w tym: Angielski brytyjski (2010), Angielski USA (2010), Niemiecki (2010), Hiszpański europejski (2011), Włoski (2011), Francuski (2011), Hiszpański latynoski (2011), Rosyjski (2012), Portugalski (2012), Niderlandzki (2013), Japoński (2013), Norweski (2013).
- Rozmówki (2013)

#### Rozwój osobisty
- W dżungli życia (2005, ISBN 83-60000-07-7)
- W dżungli miłości (2008, ISBN 978-83-60000-25-0)
- W dżungli niepewności (2009, ISBN 978-83-60000-34-2)
- W dżungli samotności (2010, ISBN 978-83-60000-39-7)
- Teoria bezwzględności (2012)
- W dżungli podświadomości (2013, ISBN 978-83-7778-438-9)
- Księga kodów podświadomości (2013)
- Kurs szczęścia (2013, ISBN 978-83-7778-434-1)
- Trening szczęścia (2014, ISBN 978-83-7778-435-8)
- Jestem bogiem podświadomości (2014)
- Narkotyki anoreksja i inne sekrety (2016)
- Wyszłam z niemocy i depresji ty też możesz (2016)

#### Zdrowe odżywianie
- Nasze przysmaki (2003) ISBN 83-7184-307-0 – książka tworzona wraz ze słuchaczami Radia Zet
- Jedz zdrowo i myśl pozytywnie ISBN 978-83-7778-609-3.
- Na zdrowie. 15 przepisów na dobry początek (2014, G+J) ISBN 978-83-7778-603-1.
- Nowe zdrowe przepisy (2014) ISBN 978-83-7778-891-2.
- Piekę zdrowy chleb! I ciastka! (2014) ISBN 978-83-7778-895-0.
- cykl W dżungli zdrowia:
  - tom 1. W dżungli zdrowia (2014) ISBN 978-83-7778-650-5.
  - tom 2. Moje zdrowe przepisy (2014) ISBN 978-83-7778-624-6.
  - tom 3. Moja dieta cud (2014) ISBN 978-83-7778-890-5.
  - tom 4. Największe kłamstwa naszej cywilizacji (2015) ISBN 978-83-7778-908-7.
  - tom 5. Największe skarby naszej cywilizacji (2015)
  - tom 6. W dżungli jedzenia (2025) ISBN 978-83-975489-0-9

#### Inne poradniki
- Książka o prezentach (2001, ISBN 83-915934-0-1)
- Księga dobrych życzeń (2004, ISBN 83-7184-086-1) – książka tworzona wraz ze słuchaczami Radia Zet
- Rok dobrych myśli – kalendarz (2013,2014, 2015,2016,2017,2018,2019,2020,2021,2022,2023,2024,2025,2026)
- Fotografuję Świat (2010, National Geographic, ISBN 978-83-7596-099-0) – pierwszy autorski album fotografii
- Planeta dobrych myśli (2013)
- Kot dla początkujących (2016), ISBN 978-83-7945-236-1[10]

### Beletrystyka
- Agnes w Wenecji (2009, wyd. Latarnik, ISBN 978-83-600-0030-4).
- Baśnie dla dzieci i dla dorosłych (2013, National Geographic)

## Internet
Prowadzi kanał na YouTube, który według danych z 6 stycznia 2024 posiada 154 tys. subskrypcji.

## Życie prywatne
W 1994 wzięła ślub kościelny z Wojciechem Cejrowskim, lecz małżeństwo nie zostało zarejestrowane przez kierownika urzędu stanu cywilnego. W 2004 za pośrednictwem mediów przekazała, że orzeczono nieważność zawarcia jej małżeństwa z Cejrowskim w sądzie biskupim. Nie ma dzieci. Pozostawała w nieformalnym związku z Rafałem Jędrzejewskim. W styczniu 2020 zaręczyła się z Dannym Murdockiem, ale w 2024 się z nim rozstała.
Jest weganką i promotorką tego sposobu odżywiania w swoich książkach kucharskich, m.in. Moje zdrowe przepisy (2014), Szczęśliwe garnki. Kulinarna książka z przepisami na wiosnę (2015), Pyszna książka kucharska (2016).